# دينيلوكين ديفتيتوكس
دينيلوكين ديفتيتوكس (بالإنجليزية: Denileukin diftitox)‏ ويباع تجاريًا تحت عدة أسماءٍ أشهرها أونتاك (بالإنجليزية: Ontak)‏، هو دواءٌ مضادٌ للسرطان يستخدم لعلاج البالغين المصابين بلمفومة الخلايا التائيَّة. يعد هذا العلاج ذيفانًا خلويًا موجهًا لمستقبلة الإنترلوكين 2، هو بروتين مُعدل هندسيًا يجمع بين إنترلوكين 2 وذيفان الخناق (بالإنجليزية: Diphtheria toxin)‏، ومن هنا جاءت التسميَّة.

## الاستخدامات الطبية
يُعد هذا الدواء مناسبًا لعلاج البالغين المصابين بلمفومة الخلايا التائيَّة في المرحلة الأولى والثالثة المتكررة أو المقاومة للعلاج بعد علاجٍ جهازيٍ سابق واحد على الأقل.

## الآثار الضائرة
تحتوي ملصقة الوصفة الطبية على تحذيرٍ داخل صندوق يشير إلى أنَّ متلازمة التسرب الشعيري (CLS)، إضافةً إلى ردود الفعل المهددة للحياة أو القاتلة، والتي قد تحدث لدى الأشخاص الذين يتلقونه.

## الوضع القانوني
وافقت إدارة الغذاء والدواء الأمريكية عام 1999 على استخدام دينيلوكين ديفتيتوكس لعلاج لمفومة الخلايا التائيَّة الجلدية.

## روابط خارجية
- "Denileukin Diftitox (Code C1476)". قاموس المرادفات للمعهد الوطني للسرطان.